# 산호초
산호초(珊瑚礁)는 산호의 군락이 만든, 탄산 칼슘이 쌓여 만들어진 지형이다. 육지와 대양 사이 앞바다에서 석호(潟湖, lagoon)를 끼고 발달한, 띠 모양의 산호초를 보초(堡礁)라고 한다.

## 종류
섬과 산호초의 위치관계에서 거초(裾礁)·보초(堡礁)·환초(環礁)로 나뉜다.
거초는 섬의 기슭에 해안선과 접하여 조초산호(造礁珊瑚)가 자라고 있을 때 생긴다.
보초는 해안선에서 떨어진 앞바다 쪽에 분포하며 섬과의 사이에 석호(潟瑚)가 있다.
환초는 원형 또는 타원형의 산호초만이 해면상에 나타나는 것을 말한다. 환초가 융기하여 표면이 육지가 된 것을 융기환초 또는 탁초(卓礁)라고 한다.

## 분포
거초는 하와이제도를 비롯하여 많은 섬에 분포한다. 거초의 연변부에서는 반드시 파도가 일정한 위치에 몰려오기 때문에 파도타기를 하기에 알맞다. 보초는 홍해 연안이나 오스트레일리아의 연안의 대보초지대가 유명하다.

## 대산호초지대

### 그레이트 베리어 리프 (Great Barrier Reef)
그레이트베리어리프는 세계에서 가장 큰 산호초지대로 호주 퀸즈랜드의 가장 동쪽에 위치한 케언즈(Cairns)에 위치하고 있다. 2,0000km 이상의 길이로 펼쳐져 있고 면적은 200만 7,000km2인 산호초 군락이다. 2,9000 여가지가 넘는 종류의 산호초로 이루어져있다. 유네스코 세계자연문화유산으로 지정되어 보호되고 있다. 하지만 기후변화로 인해 3년 연속으로 대규모 백화현상을 겪는 등 위협을 받고 있다.